# Manja Golec
Manja Golec, slovenska filmska igralka.
Manja Golec je igrala v več filmih jugoslovanske in italijanske produkcije, tudi Nočni izlet iz leta 1961 in Naš avto iz leta 1962.

## Filmografija
- Angélique et le sultan (1968, celovečerni igrani film)
- Operacija Ticijan (1963, celovečerni igrani film)
- Furia del Ercule, La (1962, celovečerni igrani film)
- Naš avto (1962, celovečerni igrani film)
- Da li je umro dobar čovjek? (1962, celovečerni igrani film)
- La furia di Ercole (1962, celovečerni igrani film)
- Nočni izlet (1961, celovečerni igrani film)
- Sansone (1961, celovečerni igrani film)
- Igre na skelama (1961, celovečerni igrani film)
- Die nackte Bovary (1969)